# Olivenza
Olivenza (en portugués Olivença) es una localidad y municipio español situado en la parte occidental de la provincia de Badajoz, en la comunidad autónoma de Extremadura. Perteneciente a la comarca de los Llanos de Olivenza —de la cual es capital, y cabecera de su partido judicial—, limita con los municipios españoles de Badajoz, Valverde de Leganés, Barcarrota, Higuera de Vargas, Alconchel y Táliga, y con los municipios portugueses de Alandroal y Elvas.
El municipio oliventino comprende los núcleos de población de Olivenza, San Benito de la Contienda, San Francisco de Olivenza, San Jorge de Alor, San Rafael de Olivenza, Villarreal y Santo Domingo.
Perteneciente al reino de Portugal desde el Tratado de Alcañices de 1297, momento en el que fue transferido por la Corona de Castilla, hasta la ocupación de facto española del territorio en la guerra de las Naranjas de 1801, consagrada de iure en los términos del Tratado de Badajoz del mismo año, el territorio del municipio, al igual que el del municipio de Táliga, ha sido objeto a lo largo de la era contemporánea de una reivindicación irredentista portuguesa —alejada en la actualidad del día a día de las relaciones diplomáticas entre los estados de España y Portugal— que arguye el incumplimiento por parte de España de los términos del último tratado al amparo de lo estipulado en el Congreso de Viena de 1815 y el estatus de iure portugués del territorio.
Desde el 2019, está catalogado como uno de Los Pueblos Más Bonitos de España, año desde el que pertenece a la asociación homónima.

## Geografía
El término municipal de Olivenza está situado al este del río Guadiana, a 24 km al sur de Badajoz. Tiene forma alargada, cuasi triangular, con dos de sus vértices tocando el Guadiana, que es frontera con Portugal.
Dista 428 km de Madrid por la A-5 (E-90) y 274 km de Lisboa, por Badajoz-Elvas. Desde Sevilla a Olivenza, subiendo por las carreteras N-630 y N-432, hay 215 km. La ciudad de Olivenza está situada junto al cruce de las carreteras autonómicas EX-107 (Badajoz-Villanueva del Fresno) y EX-105 (Don Benito-Portugal). Existe un puente sobre el río Guadiana, junto al derruido puente de Ajuda, que permite prolongar la carretera autonómica EX-105 hasta la frontera con Portugal. Este paso conecta Portugal y España 24 km por debajo de la frontera de Caya, haciendo innecesario el rodeo por Badajoz.

## Patrimonio

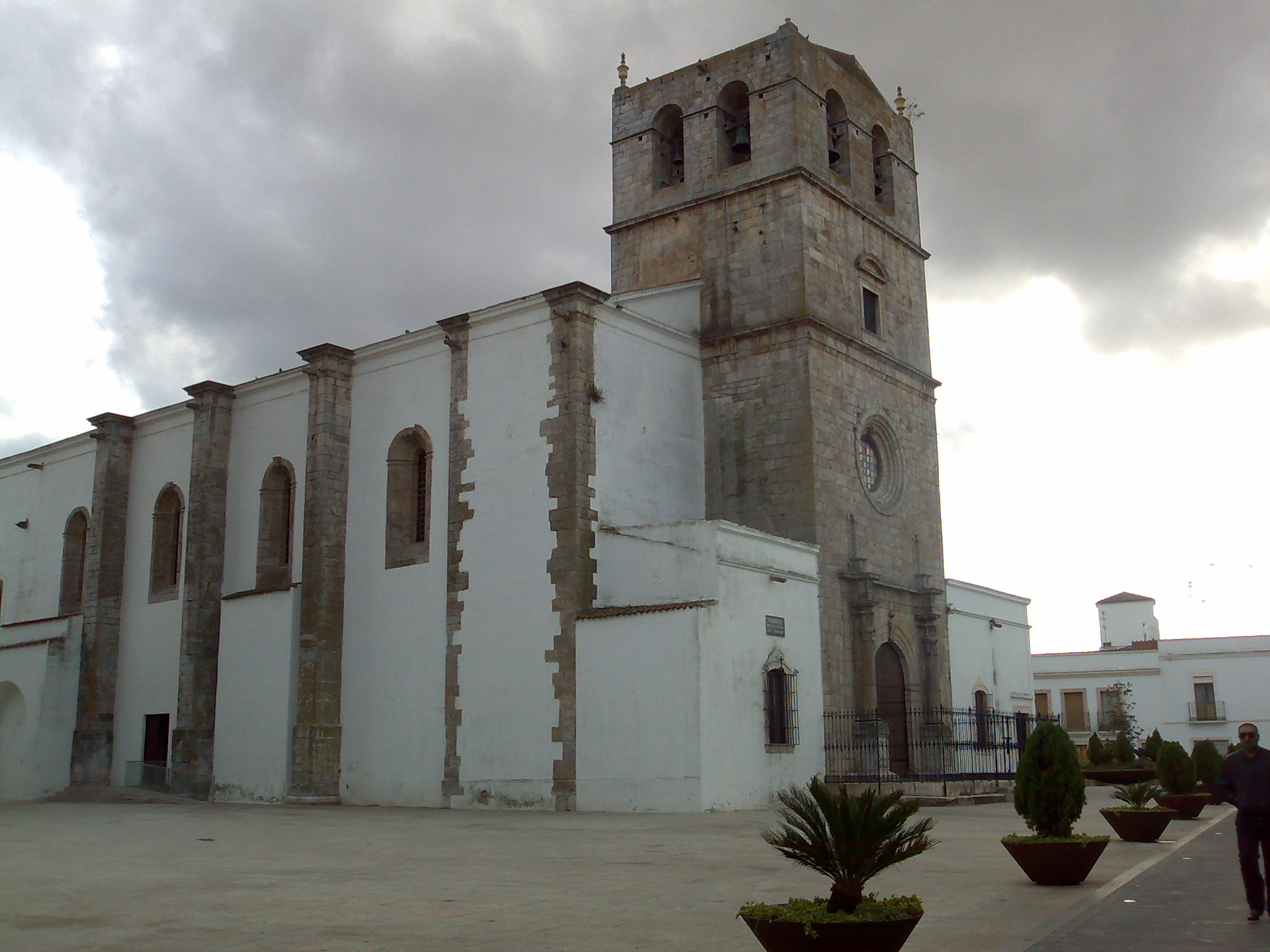
Iglesia de Santa María del Castillo.

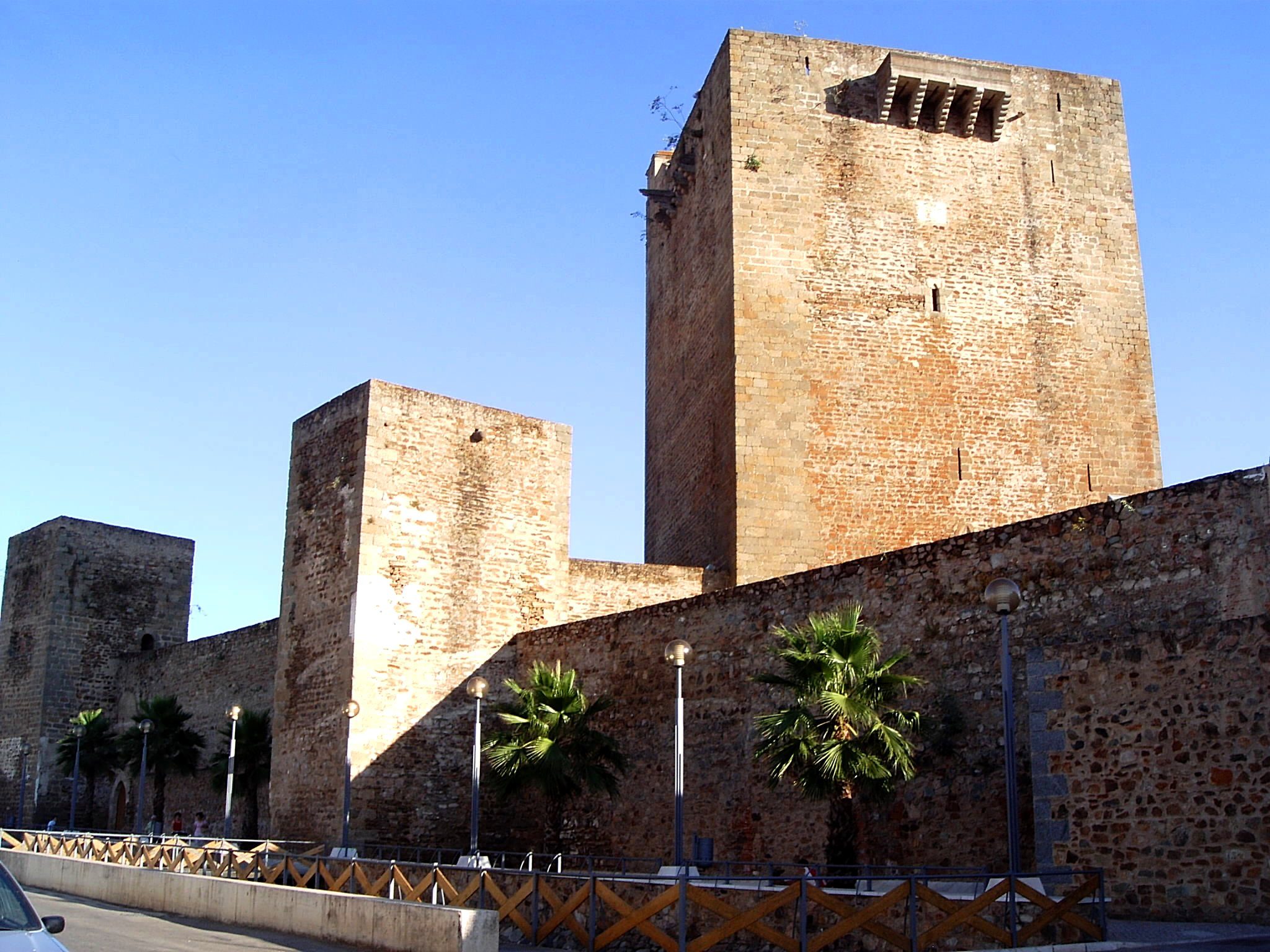
Torre del homenaje del Castillo de Olivenza

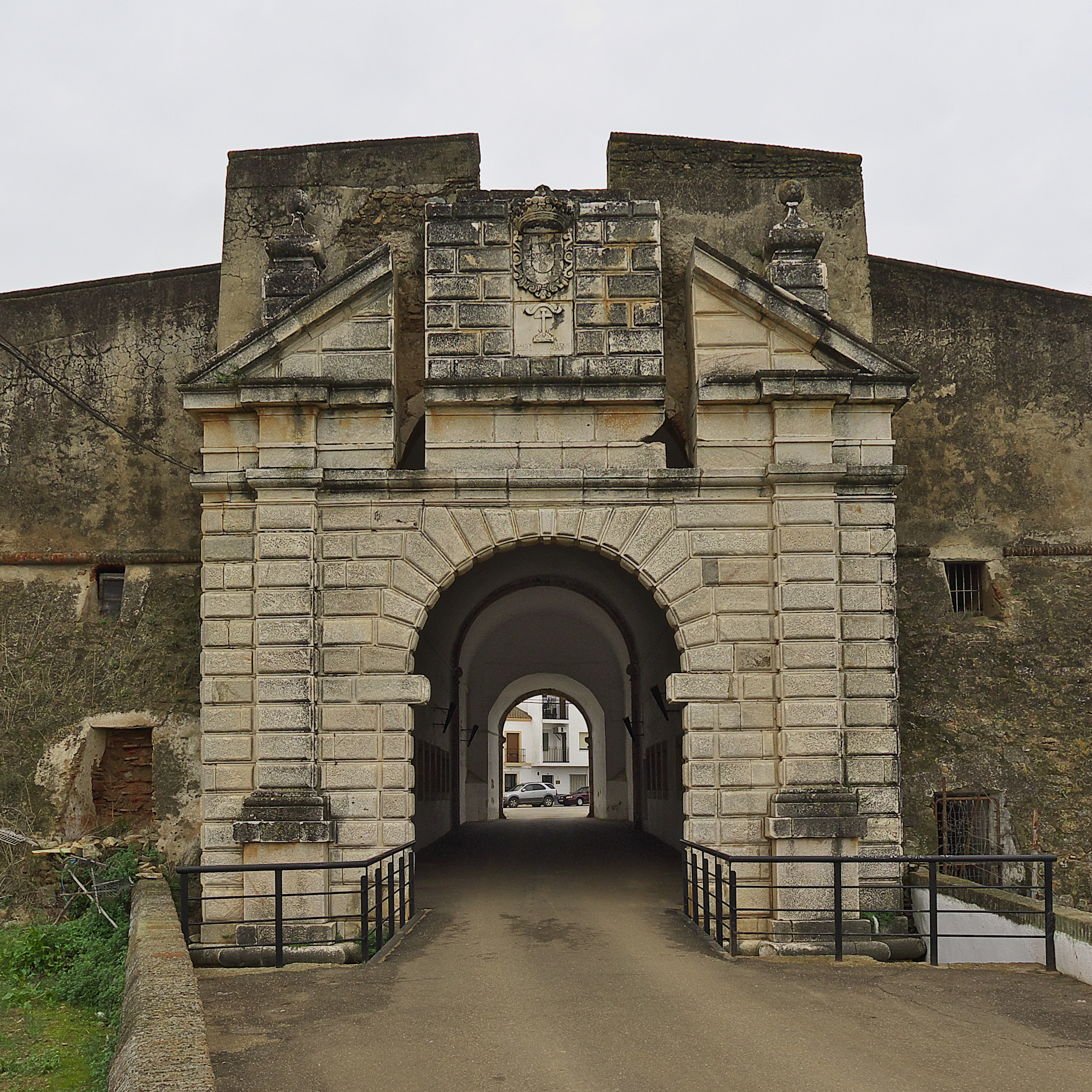
Puerta del Calvario

Iglesias parroquiales católicas bajo las advocaciones de Santa María Magdalena y de Santa María del Castillo, en la archidiócesis de Mérida-Badajoz.
- Ciudadela Medieval y Alcázar.
- Iglesia de Santa María del Castillo.
- Fachada de las Casas Consistoriales, con portada en estilo manuelino.
- Iglesia parroquial de la Magdalena.
- Santa Casa de la Misericordia.
- Convento de Clarisas o San Juan de Dios.
- Fortificaciones abaluartadas.
- Puerta del Calvario.
- puente de Ajuda.
- Plaza de Toros de Olivenza.
- Valdecebadar (San Francisco de Olivenza).

### Castillo
El castillo fue levantado por la Orden del Temple a la que Alfonso IX de León cedió la aldea como pago por su ayuda en la conquista de la Taifa de Badajoz. Tras pasar a manos portuguesas, don Dinís lo amuralló en 1298. El alcázar o castillo de Olivenza conserva gruesas murallas del siglo XIV, sin almenas. Las torres conservan sus matacanes. La torre del homenaje, construida en el reinado de Alfonso IV de Portugal, hijo de D. Dinis, y reforzada en 1488 por orden de Juan II de Portugal llegando a ser la más alta de Portugal, midiendo 36 m de altura y 18 m de lado y tiene tres pisos, de los que destaca la decoración del último. Se accede a ella por diecisiete rampas con cubierta de bóveda.
La puerta de Alconchel y la puerta de los Ángeles están enmarcadas por dos torreones circulares y presentan un vano de medio punto abovedado, sin aparecer elementos decorativos. Está protegido por el decreto de 22 de abril de 1949 y la Ley 16/1985 sobre el Patrimonio Histórico Español. Cierran la ciudadela medieval las puertas de la Gracia y la de San Sebastián, reconstruida en 2006.
A día de hoy engloba y acoge el Museo Etnográfico González Santana, llamado así en honor de su creador Francisco González Santana. Acoge una espectacular recreación de diferentes actividades de la vida en la comarca de Olivenza en los primeros años del siglo XX.

## Historia

### Desde la prehistoria hasta elsigloXIII
La ubicación de Olivenza, junto al río Guadiana, ha permitido la existencia de pobladores desde el Paleolítico Inferior. Se han encontrado herramientas y objetos de hace más de 100 000 años junto al río, así como algunos petroglifos en la cercanía de Cheles datables en más de 15 000 años, aunque los restos más claros son del Calcolítico. Vestigios de esta época se han encontrado en la colada de Monte Nuevo y en la sierra de Alor, en el paraje de Pedra Furada. También se han encontrado dólmenes, como en las fincas Doña María o Malpica de España, de unos 1500 años de antigüedad. Finalmente, también se han encontrado estelas figurativas, de 700 años a. C. como en la finca Monte Blanco.
Sin embargo estos pobladores no han dejado rastros de asentamientos prerromanos en los llanos de Olivenza hasta época muy tardía, seguramente prefiriendo zonas defensivas más elevadas.
De la época romana se han encontrado algunos restos, como unas termas en la finca La Cocosa, si bien no parece que se constituyeran importantes colonias, núcleos urbanos ni grandes villas.
Tras la decadencia romana parece que se asentaron en estas tierras los visigodos. En la finca Valdecebadal se ha encontrado una basílica visigoda del siglo VII.
De la época árabe parece que quedan pocos restos arqueológicos. Recientemente se ha descubierto que bajo la sala baja de la Torre del Rey se encuentra una qubba árabe y la existencia de un qanat o acueducto subterráneo, hoy ubicado extramuros. Estos descubrimientos permitirían asegurar que los árabes fueron los primeros en crear un núcleo de población en el lugar.

### Olivenza en el reino de León y la Corona de Castilla
El origen de Olivenza está ligado a la definitiva reconquista de Badajoz por el último rey privativo de León, Alfonso IX, en la primavera del año 1230. Para recompensar la participación que los templarios a su servicio tuvieron en esa campaña, Alfonso IX les concedió los enclaves de Burguillos y Alconchel. Desde estos puntos, hacia el año 1256, la Orden creó la encomienda de Olivenza, por entonces apenas un conjunto de huertos, chozas y algunas casas surgidas alrededor de un generoso manantial. En lo referente a la soberanía, el fallecimiento del rey leonés Alfonso IX en septiembre de 1230 supuso que su mujer, Berenguela de Castilla, mediara para lograr que su hijo, Fernando III el Santo, heredara tanto el reino de Castilla como el reino de León en la conocida como Concordia de Benavente en diciembre de ese mismo año. Esto conllevó la unión de ambos reinos y el surgimiento de la Corona de Castilla.
En 1297, durante el reinado de Alfonso X el Sabio, el monarca optó por destinar Olivenza al Concejo y Obispado de Badajoz, motivo por el que los templarios debieron desalojar aquel lugar.

### Cesión a Portugal

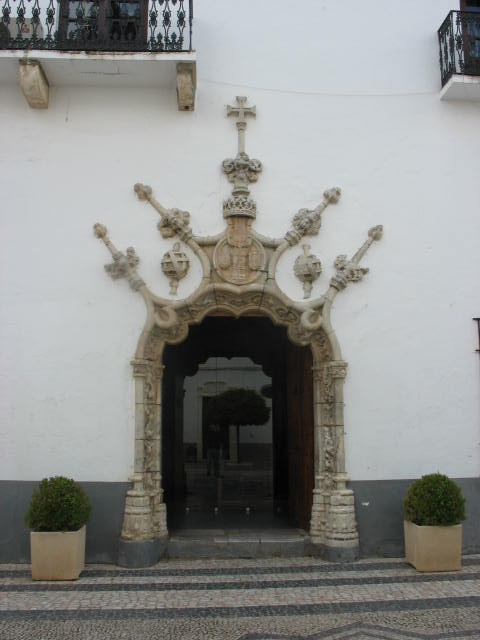
Puerta del Ayuntamiento de Olivenza, de estilo manuelino

El equilibrio de poderes entre Portugal y la Corona de Castilla se alteró profundamente durante el reinado de Dionisio I de Portugal. Este intervino en las disputas internas castellanas, apoyando al infante Juan el de Tarifa, que se intituló y coronó como rey de León y Sevilla, en contra de su sobrino Fernando IV durante la regencia de la reina María de Molina, su madre. Ante la debilidad de la corona y la dificultad para hacer frente tanto al conflicto interno como a la agresión externa, Castilla firma con Portugal el Tratado de Alcañices en 1297, que fija la frontera entre ambos. Mediante este tratado, Castilla cede a Portugal, entre otros territorios, la entonces aldea de Olivenza.
A partir de 1297, Olivenza irá acrecentando de forma progresiva sus defensas. En 1298, Don Dinís concede una Carta Foral a Olivenza (elevándola a la categoría de villa) y manda construir las primeras murallas del pueblo. En 1488, Juan II de Portugal refuerza de manera importante la Torre del Homenaje de Olivenza, la más alta del reino de Portugal, que había sido construida por D. Alfonso IV a mediados del siglo XIV. En 1510, el rey Manuel I impulsa una importante obra de ingeniería militar: un puente fortificado sobre el Guadiana para asegurar la operatividad de las tropas portuguesas en la margen izquierda, que permite comunicar Elvas y Olivenza. El puente de Ajuda tenía 380 m de longitud y cinco y medio de anchura, 19 arcos y una gran torre defensiva central de tres pisos.

### Tensiones fronterizas

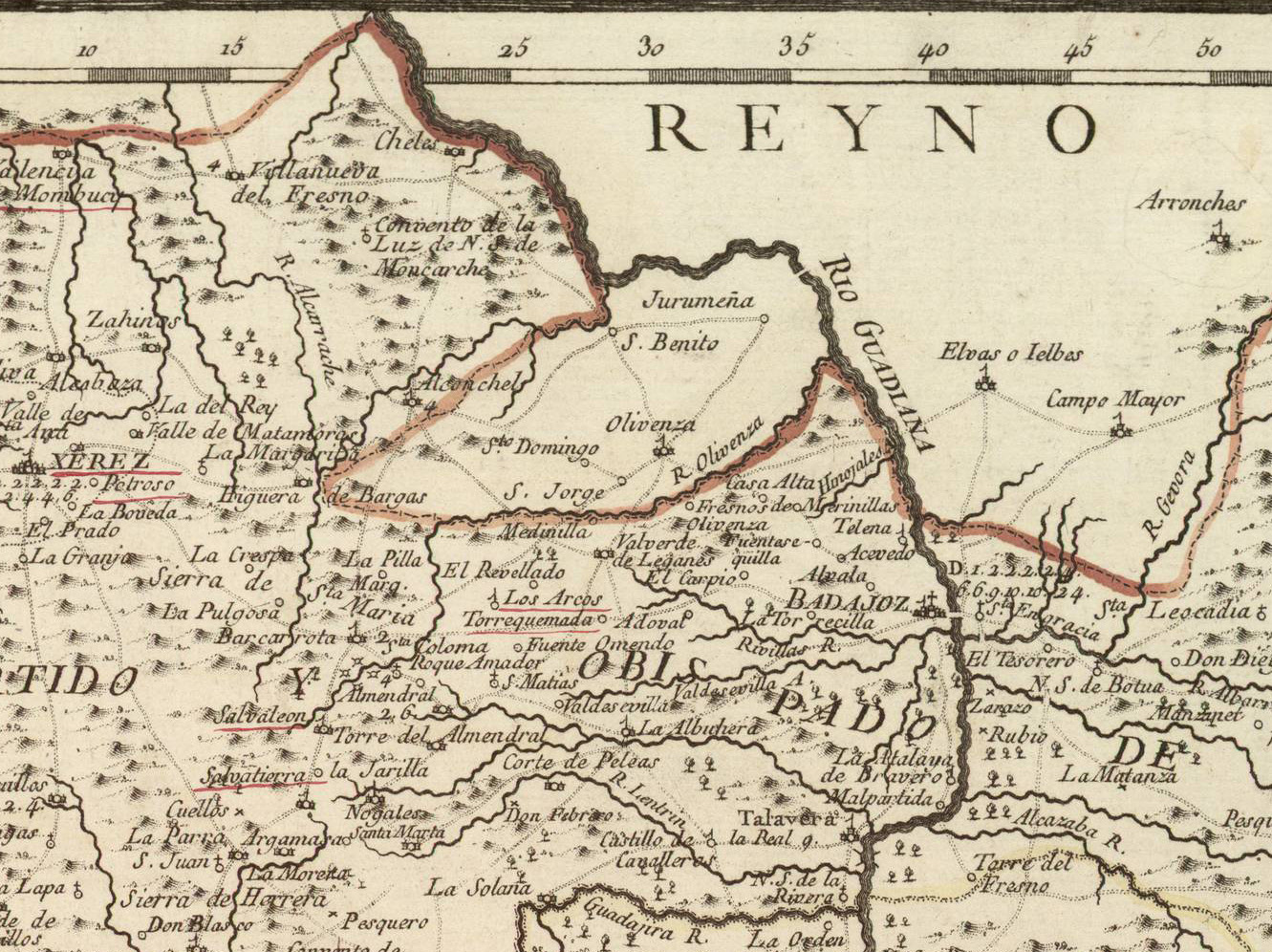
Este mapa de 1766, orientado con el oeste arriba, muestra a Olivenza del lado portugués de la frontera (línea roja gruesa)

Tras la época de paz en la época de unión de las coronas de Portugal, Castilla y Aragón (Unión Ibérica), Olivenza entra con la restauración de la independencia de Portugal de 1640 en un nuevo ciclo bélico. Conquistada en 1657 por el duque de San Germán –tras cuatro tentativas frustradas– fue devuelta a Portugal al firmarse el Tratado de Lisboa de 1668, por el que se reconoce formalmente la independencia de Portugal.
En la segunda mitad del siglo XVIII, Portugal redefine la orientación de su política militar frente a España. De una estrategia ofensiva se pasará a otra puramente defensiva. Este cambio de orientación tendrá importantes consecuencias para la villa fronteriza portuguesa de Olivenza. Todos los informes de los estrategas extranjeros que la visitan en esos años, a petición de la Corona portuguesa, aconsejan su abandono por tres motivos:
- La numerosa artillería, munición, equipos, hombres y víveres necesarios para mantener en estado de defensa una plaza con nueve baluartes (en comparación, Badajoz tenía ocho).
- La interrupción logística que para el enclave suponía la voladura del puente de Ajuda (destruido en la guerra de sucesión española en 1709).
- La complicada situación estratégica en que se podría encontrar el ejército portugués que pretendiera auxiliarla, con su única comunicación a través del río Guadiana.

### Reconquista española
En 1801, y en el contexto de la alianza militar francoespañola surgida del primer Tratado de San Ildefonso, Olivenza fue conquistada por el ejército español durante la guerra de las Naranjas y formalmente anexionada el 6 de junio de 1801 mediante el correspondiente Tratado de Badajoz.
El gobernador portugués de entonces, Julio César Augusto Chermont, prohibió que se disparara contra las tropas de Manuel Godoy. Olivenza queda en poder de España en virtud del Tratado de Badajoz de 6 de junio y del Tratado de Madrid de 29 de septiembre de 1801. De acuerdo con estos tratados, Portugal se vio obligada a reconocer la posesión por España (Su Majestad Católica conservará en calidad de conquista, para unirla perpetuamente a sus dominios y vasallos, la plaza de Olivenza, su territorio y pueblos desde el Guadiana; de suerte que este río sea el límite de sus respectivos Reinos). Por otra parte, históricamente España argumentó recuperar Olivenza por ser una parte de una dote de confraternidad familiar que había dado un rey español (del Reino de León) al casar a su hija con un monarca portugués a fin de castigar la actitud en extremo agresiva (más de lo que la Administración española podía tolerar entre dos imperios ultramarinos en gran carrera competitiva por los mares y mercados de todo el orbe, aun mostrando ya signos de debilitamiento) del Estado portugués en alianza secular con Inglaterra; según Portugal, para asegurar su supervivencia como nación independiente. El gobierno español amenazó con recuperar el resto del lote territorial de la dote si Portugal no reconvenía su postura hostil de mala vecindad entre dos naciones ibéricas condenadas a llevarse con cordialidad por requerimiento geográfico[cita requerida].
En los decenios siguientes, Portugal reclamó la restitución de Olivenza a su soberanía al amparo de lo estipulado en el Congreso de Viena de 1815; progresivamente renunció a toda reclamación por vía oficial, si bien desde diversos sectores de la opinión pública lusitana agrupados en torno a grupos del denominado "movimiento irredentista", se fomentó la pervivencia de la controversia con frecuencia, mediante una visión propagandística de los hechos amparada en el tradicional distanciamiento entre ambos países, intentando aunque sin éxito obligar a la diplomacia portuguesa a retomar la cuestión de la retrocesión. Portugal y España han firmado mientras tanto diversos tratados y expresamente, en el artículo 2.º del Tratado de Amistad y Cooperación de 1977, las partes contratantes "reafirman la inviolabilidad de sus fronteras comunes y la integridad de sus territorios". Desde 1986, el proceso de integración en la Unión Europea a la que pertenecen ambos países ha relegado esta antigua disputa territorial a un ámbito menor en las relaciones bilaterales.
A la caída del Antiguo Régimen la localidad se constituye en municipio constitucional en la provincia de Badajoz y la región de Extremadura. Desde 1834 es cabecera y sede del partido judicial de Olivenza. En el censo de 1842 contaba con 1686 hogares y 6291 vecinos. En 1858, la reina Isabel II otorgó a la villa el título de ciudad.
A mediados del siglo XIX, disminuye el término del municipio porque independiza a Táliga y también a San Jorge de Alor.
A finales del siglo XIX crece el término del municipio porque incorpora de nuevo a San Jorge de Alor.

### La cuestión de Olivenza

#### Reclamaciones portuguesas

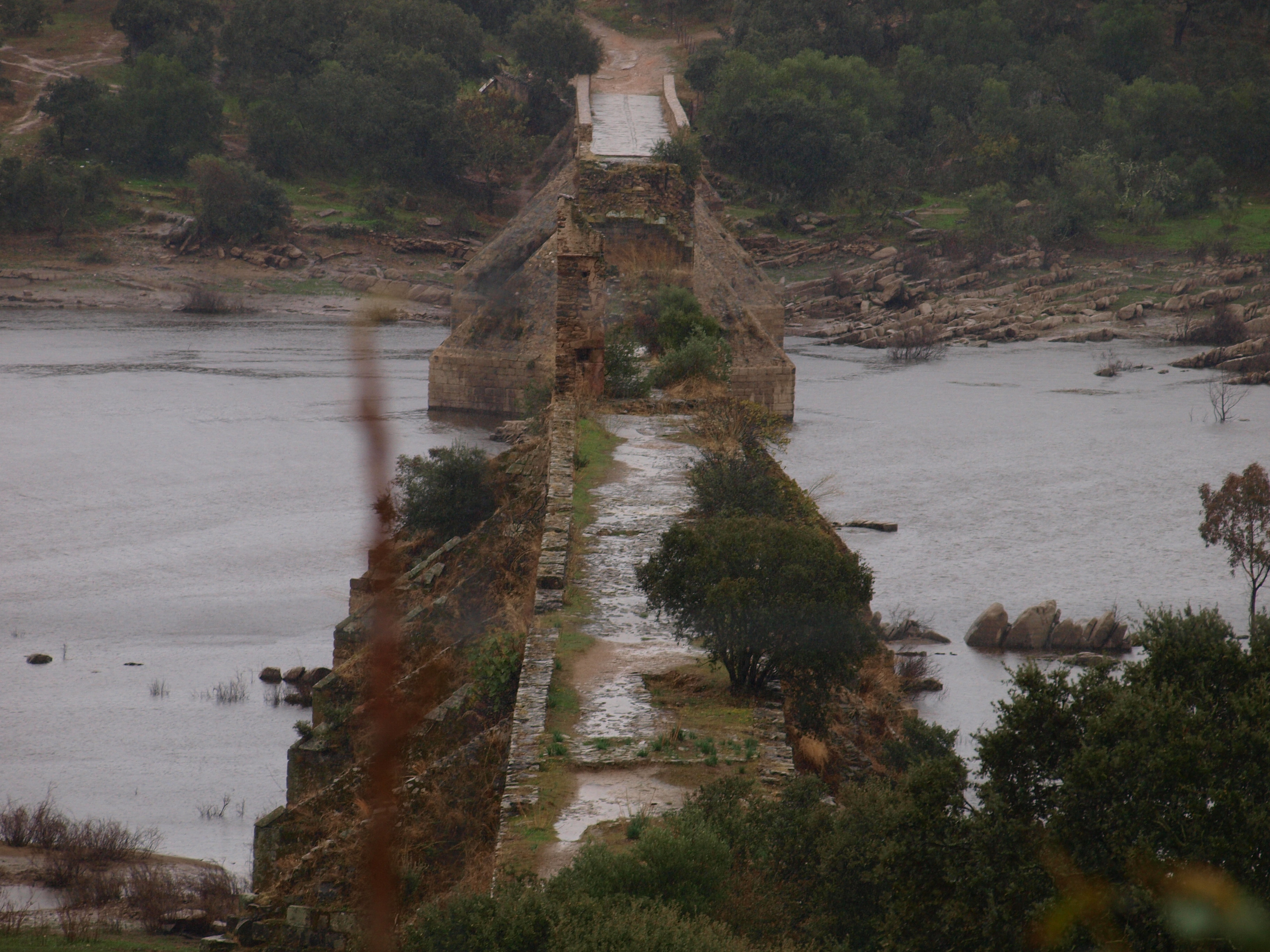
El puente de Ajuda, sobre el río Guadiana. Frontera entre España (al fondo) y Portugal (en primer plano)

El 1 de mayo de 1808, el príncipe regente portugués Juan (posteriormente Juan VI) publica en Río de Janeiro, entonces capital de Portugal y de Brasil, un manifiesto en el que repudia el Tratado de Badajoz. En 1811, durante el transcurso de la guerra de la Independencia española, Olivenza fue ocupada por contingentes lusobritánicos al mando de lord Charles Beresford. Aunque los portugueses pretendían quedarse con la plaza, a requerimiento del general Castaños, lord Wellington devolvió la ciudad a las autoridades españolas.
Terminada la guerra y vencido Napoleón se firmó el Tratado de París por el que los tratados firmados en Badajoz y en Madrid en 1801 y la Convención firmada en Lisboa en 1804 quedan anulados y sin ningún efecto, en lo que se refiere a Portugal y a Francia sin hacer referencia a los acuerdos firmados con España.
En 1815, se celebró el Congreso de Viena y Portugal volvió a exigir la anulación del Tratado de Badajoz y la devolución de Olivenza, algo que finalmente se contempló en el artículo 105 del Acta Final de dicho congreso, en el que se aconseja que a través de la mediación internacional se haga la devolución de Olivenza a Portugal, sin plantearlo como deber ineludible (Reconociendo las potencias la justicia de las reclamaciones formuladas por Su Alteza Real, el Príncipe Regente de Portugal, respecto a la ciudad de Olivenza y demás territorios cedidos a España por el Tratado de Badajoz de 1801,[...], se obligan formalmente a emplear, por medios amistosos, sus más eficaces esfuerzos a fin de procurar la retrocesión de los dichos territorios a favor de Portugal. Y las potencias declaran que en tanto cuanto de ellas dependa este arreglo se hará lo antes posible). La única potencia que hubiera podido apoyar en firme la reclamación portuguesa –Inglaterra– estaba precisamente interesada en que esta devolución nunca se llevase a cabo. El Tratado de Amiens, en octubre de 1801, había sancionado no solo la conquista española de Olivenza a Portugal, sino también la conquista inglesa de la isla de Trinidad a España. Portugal se dio por satisfecha en sus exigencias al reconocerse la justicia de la reclamación planteada y España firmó igualmente el Tratado de Viena, al que había acudido como una de las potencias vencedoras –al igual que Portugal–, porque este no comprometía la devolución aunque reconociese la justicia de las reclamaciones portuguesas.
En 1821, Portugal ocupa la Provincia Oriental, actual Uruguay, desde Brasil. Este hecho provocó que se rompiesen las conversaciones sobre la devolución de Olivenza. España exigió a Portugal la devolución de la Provincia Oriental para continuarlas, pero entonces Brasil se independizó impidiendo que se cumpliesen estos acuerdos.
El artículo citado del Tratado de Viena carecía para España de fuerza legal suficiente para obligarla a que devolviera Olivenza. Sin embargo, Portugal continuó utilizando este argumento. Cuando Portugal y España decidieron en 1864 la demarcación de su frontera común, al llegar a la desembocadura del río Caya en el Guadiana, la Comisión Mixta de Límites se vio obligada a interrumpir sus trabajos por la negativa portuguesa a reconocer la soberanía española en el territorio de Olivenza. Dichos trabajos se reanudarían en 1926, pero por debajo de Olivenza, a partir de la desembocadura del arroyo de Cuncos en el Guadiana.
En la actualidad, Portugal no plantea abiertamente la reclamación de Olivenza y Táliga, pero tampoco renuncia a su reclamación. Consecuencia de esto es la existencia de grupos irrendentistas portugueses como el Grupo de los Amigos de Olivenza y el Comité Olivenza Portuguesa. Algunas fuentes[cita requerida] indican que "Olivença" sería uno de los territorios a los que se refiere el artículo 5-A de la Constitución de la República Portuguesa (Portugal abrange o território históricamente definido no continente europeu e os arquipélagos dos Açores e da Madeira.) En 1995, las autoridades portuguesas enviaron a las españolas un informe sobre el impacto que se esperaba que el proyectado embalse de Alqueva tuviera sobre territorio español. En dicho informe no se recogían los efectos en el territorio de Olivenza. Una semana después, enviaron un nuevo informe que sí incluía este municipio pero con el título de «Territorio de España y de Olivenza», lo que evitaría reconocer que Olivenza sea territorio español. Por último, cabe mencionar que las instituciones portuguesas utilizan mapas del país que no incluyen la localidad reclamada.

#### Posición española

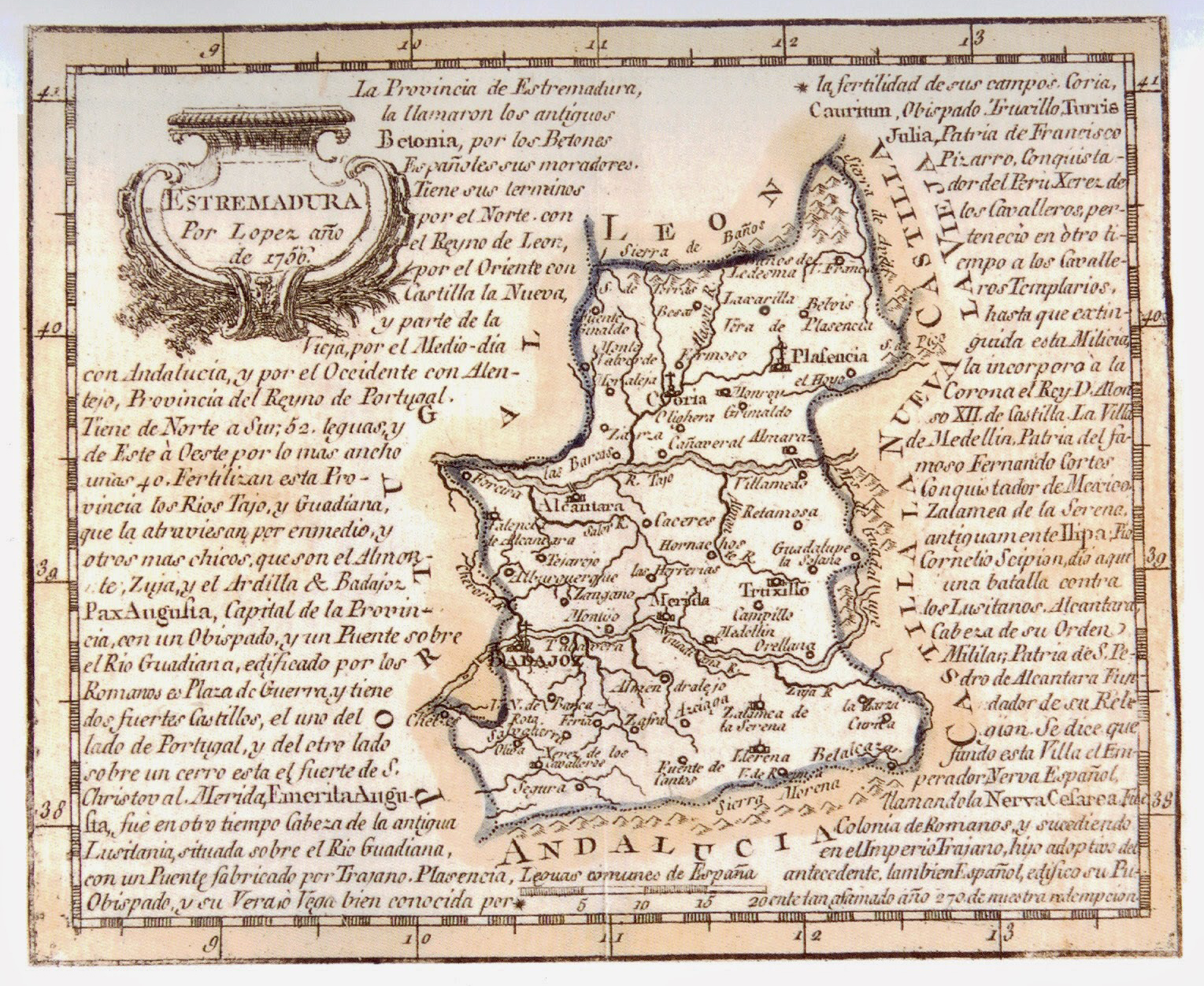
Detalle de un mapa de 1756 de Extremadura, cuando Olivenza era todavía portuguesa

Por su parte, la posición española es, según consta en la web de la Diputación Provincial de Badajoz:

Olivenza es una posesión legalmente española en virtud del Art.º III del Tratado de Badajoz del 6 de junio de 1801 que puso fin a la llamada guerra de las Naranjas. Dicho tratado no ha sido positivamente anulado ni derogado por ningún otro de igual rango o naturaleza. No existe fundamento alguno de Derecho que determine para España la obligatoriedad de la devolución de Olivenza a Portugal. En el supuesto de que Portugal plantease la reclamación de Olivenza ante el Tribunal Europeo de Justicia o el Tribunal Internacional de La Haya, el caso sería considerado como "no justiciable", ya que no corresponde a la ciencia jurídica examinar el fondo moral de acontecimientos históricos".

Desde la muerte del Duque de Palmela en 1840, Portugal no ha vuelto a reclamar a España ni oficial ni extraoficialmente la entrega de Olivenza. Todos los tratados suscritos entre España y Portugal con posterioridad al Congreso de Viena consagran como la primera de sus obligaciones el respeto mutuo a las fronteras establecidas. En el Art.º 2 del Tratado de Amistad y Cooperación de 1977, las partes contratantes "reafirman la inviolabilidad de sus fronteras comunes y la integridad de sus territorios". La pertenencia de Portugal y España al espacio político de la Unión Europea establecido en el Tratado de Maastricht, con la consiguiente abolición de las fronteras entre los países miembros, hace del todo punto irrelevante la negativa portuguesa a reconocer formalmente en Olivenza el río Guadiana como frontera común.
La "reclamación" de Olivenza constituye una especie de tradición secular que la cancillería portuguesa mantiene de forma pasiva y en estado de latencia, en el ámbito más técnico que político de la Comisión Mixta de Límites. Mito historiográfico con hondas raíces en el subconsciente nacional portugués, a su alrededor se han articulado diversos movimientos irredentistas: Sociedade Pro-Olivença (1938), Grupo dos Amigos de Olivença (1944) y Comité Olivença Portuguesa (1988).

Aunque todos estos grupúsculos irredentistas carecen de peso político y han fracasado en su principal objetivo - obligar a la diplomacia portuguesa a retomar de forma activa la reclamación de Olivenza frente a España - despliegan, no obstante, una intensa labor de propaganda falseando de forma sistemática la historia de Olivenza y escamoteando su posición geográfica. El irredentismo reduce la historia de Olivenza a una mera cronología en la cual, previamente despojados de su contexto, se incluyen los hechos y textos que favorecen sus tesis. Los que las contradicen, sencillamente, se omiten.

## Demografía
Olivenza cuenta con una población de 11 742 habitantes (INE 2024).
| Gráfica de evolución demográfica de Olivenza entre 1842 y 2021 |
| |
| Población de derecho según los censos de población del INE Población de hecho según los censos de población del INEEntre el censo de 1877 y el anterior, crece el término del municipio porque incorpora a San Jorge de Alor Entre el censo de 1857 y el anterior, disminuye el término del municipio porque independiza a Táliga y San Jorge de Alor |

## Administración y política
El actual alcalde es Manuel José González Andrade (PSOE).
| Periodo   | Nombre                       | Partido | Partido                                  |
| --------- | ---------------------------- | ------- | ---------------------------------------- |
| 1979-2007 | Ramón Rocha Maqueda          |         | Partido Socialista Obrero Español (PSOE) |
| 2007-2011 | Manuel Cayado Rodríguez      |         | Partido Socialista Obrero Español (PSOE) |
| 2011-2015 | Bernardino Píriz Antón       |         | Partido Popular (PP)                     |
| 2015-act. | Manuel José González Andrade |         | Partido Socialista Obrero Español (PSOE) |

| Partido político                         | 2023  | 2023  | 2023       | 2019  | 2019  | 2019       | 2015  | 2015  | 2015       | 2011  | 2011  | 2011       | 2007  | 2007  | 2007       |
| Partido político                         | %     | Votos | Concejales | %     | Votos | Concejales | %     | Votos | Concejales | %     | Votos | Concejales | %     | Votos | Concejales |
| Partido Socialista Obrero Español (PSOE) | 45,70 | 3040  | 8          | 53,34 | 3751  | 10         | 46,94 | 3457  | 8          | 39,49 | 2887  | 7          | 50,72 | 3400  | 9          |
| Partido Popular (PP)                     | 37,77 | 2513  | 7          | 32,22 | 2266  | 6          | 32,22 | 2373  | 6          | 39,83 | 2912  | 7          | 31,94 | 2141  | 6          |
| Podemos-Ganemos-Izquierda Unida (IU)     | 12,82 | 853   | 2          | 9,41  | 662   | 1          | 17,99 | 1325  | 3          | 18,85 | 1378  | 3          | 15,95 | 1069  | 2          |

## Cultura

### Lengua portuguesa
A finales del siglo XIX los habitantes de Olivenza eran bilingües, según Leite de Vasconcelos. En las aldeas aledañas, sin embargo, utilizaban únicamente el portugués para comunicarse. En la década de 1960 las aldeas se habían convertido ya en bilingües.
La ciudad fue, hasta la década de 1940, de mayoría lusohablante (portugués oliventino). Sin embargo, la generación de la época empezó a enseñar a sus hijos a hablar en español. A principios del siglo XXI, el portugués oliventino ha desaparecido prácticamente excepto entre personas nacidas antes de la década de 1950.

### Medios de comunicación
Prensa escrita
El municipio cuenta con su propio periódico local, Hoy Olivenza, formado a partir de una corresponsalía del diario regional Hoy Diario de Extremadura.
Televisión
Olivenza cuenta desde 1992 con una cadena de televisión, TVO, que emite semanalmente una boletín informativo sobre la ciudad. Asimismo, su emisión tiene por costumbre comenzar los jueves y repetirse diariamente hasta el miércoles, día en el que no se emite.
En la actualidad, la emisión de TVO se encuentra suspendida.

## Ciudades hermanadas
Olivenza tiene suscritos acuerdos de hermanamiento con las siguientes ciudades:
- Leiría (Portugal; 21 de julio de 1984)[22]
- Portalegre (Portugal; 1988 o 1989)[22]
- Elvas (Portugal; 1990)[22]